# Fascículo occipital vertical

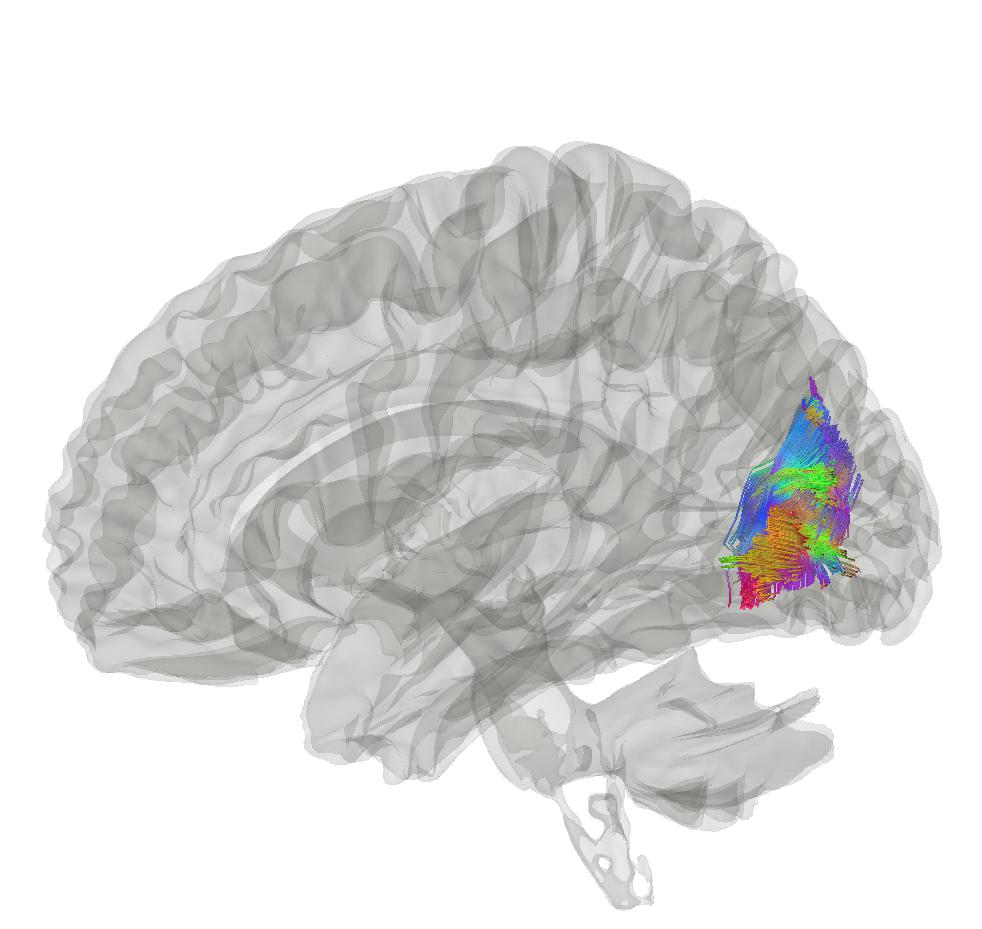
Fascículo occipital vertical

El fascículo occipital vertical es un fascilo de material blanco que corre verticalmente en la parte posterior del cerebro. Se encuentra al menos en primates. "Es el único haz de fibra principal que conecta la corteza visual dorsolateral y ventrolateral".

## Descubrimiento
Originalmente descrito por Carl Wernicke, quien lo llamó el senkrechte Occipitalbündel (haz occipital vertical), la región prácticamente se perdió en el conocimiento científico en el siglo XX. Theodor Meynert había descrito otros tractos de sustancia blanca del cerebro como orientados horizontalmente, y no aceptó la conclusión de Wernicke.  Heinrich Obersteiner llamó la zona como "fascículo occipital perpendicular", y Heinrich Sachs llamó el área "profundum convexitatis estrato".

## Estructura y función
El fascículo occipital vertical, consiste en largas fibras nerviosas que hacen conexiones entre subregiones de visión en la parte posterior del cerebro. Las investigaciones indican que se relaciona con la visión y la cognición.